# 小峰千代子
小峰 千代子（こみね ちよこ、1907年7月28日 - 没年不明）は、日本の女優。本名は小山 のぶ。東京市芝区芝浜松町（現：東京都港区浜松町）出身。旧制愛宕尋常高等小学校（現：東京都立港特別支援学校）卒。

## 人物
1932年、日本プロレタリア演劇研究所入所。1933年、東京左翼劇場入団。1934年に新協劇団の創立に参加。1940年に劇団が解散した後、日活多摩川撮影所に入る。1946年、新協劇団の再建に参加。1958年の時点ではプレーヤーズセンター、1960年の時点では森の会、1963年の時点では東京俳優生活協同組合に所属。劇団前進座などにも所属していた。同期は俳優の宇野重吉。師は俳優の河原崎長十郎。

## 出演作品

### 映画
- 音楽喜劇 ほろよひ人生（1933年）
- 出征譜（1939年）
- 支那の夜（1940年） - 桂蘭の婆や
- 電撃息子（1940年） - おくら
- 山高帽子（1941年）
- かもめ丸（1941年）
- 愛の一家（1941年） - お祖母さん
- 新雪（1942年） - 煙草屋のおばさん
- マライの虎（1943年） - マライ人の妻
- 最後の帰郷（1945年） - 森軍曹の母
- 瓢箪から出た駒（1946年） - 婆さん
- 煉瓦女工（1946年） - 釣舟屋の妻
- 街の人気者（1946年） - 吉岡家の婆や
- 地獄の笛（1949年） - コト
- 暴力の街（1950年） - 駒井の母
- さくらんぼ大将（1952年） - お龍
- 三太と千代の山（1952年） - 婆さま
- ジャズ・スタア誕生（1954年） - よし子
- 坊っちゃん社員（1954年） - まり子の母
- 足摺岬（1954年） - 遍路婆さん
- 太陽のない街（1954年）
- 芸者秀駒（1954年） - 秀駒の母
- 慈悲心鳥（1954年） - 河井致江
- 最後の女達（1954年） - カナカ族老婆
- 女人の館（1954年） - 婆や
- 鶏はふたたび鳴く（1954年） - 別荘の老婆
- しいのみ学園（1955年）
- アツカマ氏とオヤカマ氏（1955年） - 浦賀民子
- 石松故郷へ帰る（1955年） - 山の娘の母親
- 青ヶ島の子供たち 女教師の記録（1955年） - 巫女
- 狸小路の花嫁（1956年） - お花
- 社長三等兵（1956年） - 山切ふさ
- げんこつ社員（1956年） - お直
- 宝島遠征（1956年） - おばあさん
- ニコヨン物語（1956年） - おげん婆さん
- 隣の嫁（1956年） - よね
- 愛の翼 お母さん行ってきます（1956年） - お忍
- 新己が罪（1956年） - 初
- らくだの馬さん（1957年） - お磯
- 「廓」より 無法一代（1957年） - お寅
- どん底（1957年）
- 富士に立つ影（1957年） - 旭蓮
- 世界の母（1958年） - お民
- 台風息子（1958年） - 乾枝
- 点と線（1958年） - 安田家の老使用人
- お母さんの幸福（1958年） - 祈祷師
- 第五福竜丸（1959年） - つや
- 母子草（1959年） - あき
- 台風息子 花形三銃士（1959年） - 幹枝
- 男の挑戦（1960年） - 婆や
- ぽんこつ（1960年） - 勝利の伯母
- 松川事件（1961年） - 鈴木セツ
- 台風息子 お化け退治（1961年） - 幹枝
- 荒原牧場の決闘（1961年） - 雑穀屋のおかみ
- 台風息子 冒険旅行（1961年） - 幹枝
- 憂愁平野 (1963年)
- こまどりのりんごっ子姉妹（1963年） - 佐藤ツギ
- 伊豆の踊子（1963年） - 茶屋のばあさん
- 牝（1964年） - 婆や
- 我が青春（1965年） - お花
- 伊豆の踊子（1967年） - 茶屋のばあさん
- 恋人をさがそう（1967年） - はる
- 狭山裁判（1976年） - 石川リイ
- 多羅尾伴内 鬼面村の惨劇（1978年） - しげ

### テレビドラマ
- 忘れられぬ人 「定期券」（1953年）
- らくだの馬さん（1953年）
- 花のない庭（1953年） - ばあや
- 野ざらし（1953年）
- 牧場の春（1954年）
- 風光る（1954年）
- やがて蒼空（1955年）
- 新婚放浪記（1956年）
- 木曜劇場 / 青い谷間（1957年）
- プレイハウス / 恋愛ダービー（1957年）
- 東芝日曜劇場 / 月が灯った（1957年）
- 山一名作劇場 / 小枝子とその母（1958年）
- 雑草の歌
  - いびき博士（1958年）
  - 明日ある白衣（1960年）
- ほほえみ一家（1958年 - 1962年）
- 快傑黒頭巾（1958年 - 1960年）
- 事件記者
  - 第5話、第6話「二つの影」（1958年）
  - 第290話「ひなの夜」（1964年）
  - 第312話「偶像」（1964年）
  - 第377話「時間」（1965年）
- おかあさん
  - 第1シリーズ 第17話「また来る年も」（1958年）
  - 第2シリーズ
    - 第25話「春愁」（1960年）
    - 第382話「くじびき」（1967年）
- 裁判 -眼になみだあり-（1959年）
- ダイヤル110番
  - 第80話「おてもやん」（1959年）
  - 第329話「初警ら異聞」（1964年）
- ヤシカ ゴールデン劇場 / 並木河岸（1959年）
- 東芝土曜劇場
  - 「耳飾り」（1959年）
  - 「黄色い汗」（1962年）
- ここに人あり 第108話「愛の定期便」（1959年）
- お好み日曜座 / 小判をみがくな（1959年）
- つんころ大助（1960年 - 1961年）
- サスペンスタイム / 世間様に申し訳ない（1960年）
- ナショナルゴールデン劇場（1960年）
  - 才女とカンガルー
  - 脱走
- 夫婦百景
  - 第116話「けたはずれ夫婦」（1960年）
  - 第287話「山勘亭主」（1963年）
- 東レ サンデーステージ / 台風（1960年）
- NECサンデーステージ / 多ぜいの妻（1960年）
- 女神（1960年）
- 銀河テレビ小説 娘と私（1961年） - 婆や
- あすをつげる鐘（1961年）
- 純愛シリーズ 第18話、第19話「智恵の輪」（1961年）
- 恐喝者（1962年）
- 指名手配 第122話、第123話「恐喝者」（1962年）
- 虹の設計（1964年 - 1966年）
- 特別機動捜査隊 第163話「木枯」（1964年）
- 判決 第156話「残されたきず」（1965年）
- 宮本武蔵（1965年 - 1966年）
- 木下恵介劇場 まだ寒い春（1965年）
- 連続テレビ小説 / おはなはん（1965年）
- 雨の中に消えて（1966年）
- あゝ同期の桜 第12話「我ひとり大空に散らむ」（1967年）
- コメットさん（1967年 - 1968年） - 乳母
- 三匹の侍 第5シリーズ
  - 第8話「三匹廃墟をゆく」（1967年） - お春
  - 第16話「大当り百番富」（1968年） - おまつ
- 青空に叫ぼう 第16話「拾ったおばあちゃん」（1967年）
- 剣 第37話「俺は陰陽師」（1967年）
- 七人の刑事 第2シーズン 第347話「残りの日々」（1968年）
- 風来坊 第1話（1968年）
- 無用ノ介 第7話「無用ノ介 世直し不動にあう」（1969年） - 老婆
- 甘柿しぶ柿つるし柿（1969年 - 1970年）
- ありがとう 第1シリーズ 第9話（1970年） - 行商の老婆
- 泣かないで!かあちゃん（1970年） - 千代
- アテンションプリーズ（1971年） - 動悸を訴える乗客
- 八つ墓村（1971年）
- 荒野の素浪人 第1シリーズ（1972年）
  - 第14話「奇襲 女地獄牢」
  - 第44話「潜入 魔の樹海」
- ウルトラシリーズ
  - ウルトラマンA 第3話「燃えろ! 超獣地獄」（1972年） - 中森四郎の祖母
  - ウルトラマンタロウ 第50話「怪獣サインはV」（1974年） - 老人ホームのお婆さん
- こんな男でよかったら（1973年） - もよ
- 旅人異三郎 第10話「愛と憎しみが荒波に散った」（1973年） - きの
- 時間ですよ（1973年）
- プレイガール（1973年）
  - 第231話「女は裸で一発勝負」
  - 第248話「女の腹芸」
- 太陽にほえろ! 第129話「今日も街に陽が昇る」（1975年） - 「パレス・サンライズ」の老婆
- 傷だらけの天使 第14話「母のない子に浜千鳥を」（1975年）
- 燃える捜査網 第2話「女涙の怨み節」（1975年）
- 痛快!河内山宗俊 第5話「親孝行なさけのかけ橋」（1975年）
- 新宿警察 第22話「新宿・初恋」（1976年）
- 少年ドラマシリーズ / アケミの門出（1976年）
- あかんたれ（1976年）
- Gメン'75 第121話「パトロール警官と女性連続殺人の謎」（1977年） - 煙草屋の老婆
- 熱中時代 第1シリーズ 第4話「ああ! 聖職者のケガ」（1978年） - 三年四組PTA

### 舞台
- 太陽のない街
- どん底
- 街の入墨者
- 夜明け前